# Pandinops turieli
Espèce
Synonymes
- Pandinops bambii Rossi, 2017

Pandinops turieli est une espèce de scorpions de la famille des Scorpionidae.

## Distribution
Cette espèce se rencontre en Éthiopie dans la région Sidama et au Kenya dans le comté de Mandera.

## Description
Le mâle holotype mesure 54,95 mm et la femelle paratype 67,10 mm.

## Systématique et taxinomie
Cette espèce a été décrite par Kovařík en 2016.
Pandinops bambii a été placée en synonymie par Kovařík en 2025.

## Étymologie
Cette espèce est nommée en l'honneur de Carlos Turiel.

## Publication originale
- Kovařík, 2016 : « Scorpions of the Horn of Africa (Arachnida: Scorpiones). Part VIII. Pandinops Birula, 1913 (Scorpionidae), With Description of Two New Species. » Euscorpius, no 229, p. 1-20 (texte intégral).